# Жена авиатора
Жена авиатора, или Невозможно ни о чём не думать (фр. La Femme de l'aviateur, ou On ne saurait penser à rien) — фильм режиссёра Эрика Ромера, вышедший на экраны 4 марта 1981 года.

## Сюжет
Первый фильм из цикла «Комедии и пословицы». Название представляет собой антитезу к сочинению Альфреда де Мюссе «Невозможно думать обо всем». Сюжет построен на серии совпадений и недоразумений.
Париж. Двадцатилетний студент-юрист Франсуа по ночам подрабатывает в почтовом отделении рядом с Восточным вокзалом. Его любовница, 25-летняя Анна, молодая, но усталого вида женщина, до этого встречалась с летчиком Кристианом, женатым мужчиной, который уже месяц не подавал о себе вестей. Неожиданно явившись к ней домой рано утром, Кристиан объявляет, что между ним и Анной все кончено, поскольку он намерен перебраться в Париж, его жена ждет ребенка, они любят друг друга, и прочее.
Авиатор провожает Анну до автобуса, и в этот момент их видит Франсуа, собиравшийся зайти после работы к своей подруге. Терзаясь ревностью, студент слоняется по городу, не находя себе места, и внезапно в уличном кафе замечает Кристиана с какой-то женщиной. Пользуясь тем, что летчик, по всей видимости, не знает о его существовании, Франсуа решает проследить за этой парочкой. Они приезжают в парк Бют-Шомон, где студент знакомится с весьма бойкой 15-летней Люси, изучающей английский, немецкий и латынь.
Девушку забавляет происходящее, и она помогает Франсуа со слежкой, заодно высказав несколько соображений, до которых не спавшему всю ночь и медленно соображающему студенту самому сложно додуматься. Вдвоем им удается выяснить, что Кристиан со своей спутницей направился к адвокату. Заняв позицию в кафе напротив, Франсуа и Люси обсуждают, что бы это могло значить. Девушка предполагает, что спутница летчика — это его жена, и они собираются разводиться. Затем она уходит, попросив студента послать открытку с итогами расследования. Как оказывается, она живёт совсем рядом с его работой.
Потеряв Кристиана из вида, Франсуа приходит домой к Анне, и между ними происходит долгий и напряженный диалог, в ходе которого ситуация частично проясняется. Анна показывает фотографию, на которой Кристиан снят ещё с одним мужчиной и двумя женщинами. С одной из них Франсуа в этот день видел летчика, но, по словам Анны, его женой является другая. По-видимому, студент видел авиатора с сестрой, а к адвокату они заходили по делу о наследстве, но полной уверенности в этом нет.
В конце беседы, вытянув из любовника информацию о встрече с Люси, обиженная Анна предлагает ему не терять времени, и продолжить знакомство с этой девицей. Франсуа собирается опустить открытку с ответом и предложением встречи в почтовый ящик девушки, когда замечает Люси на улице, целующуюся с каким-то парнем. Франсуа разворачивается и идет назад к вокзалу. В этот момент начинает звучать проникновенно-лиричная песня Paris m'a séduit, слова которой («Париж меня соблазнил, Париж меня предал, Париж забрал мои надежды и мечты») подчеркивают  двусмысленность происходящего. Остановившись у киоска, студент наклеивает на открытку марку и отправляет её по почте.

## В ролях
- Филипп Марло — Франсуа
- Мари Ривьер — Анна
- Анна-Лор Мёри — Люси
- Матье Каррьер — Кристиан
- Филипп Каруа — приятель Франсуа
- Розетта — консьержка
- Фабрис Лукини — Мерсийя
- Хайде Кайо — спутница Кристиана
- Нил Чан — турист из Лос-Анжелеса
- Корали Клеман — коллега Анны
- Лиза Эредиа — подруга Анны
- Мэри Стефен — туристка из Квебека

## О фильме
В интервью, данном в мае 2004, по случаю ретроспективы его фильмов во Французской Синематеке, Ромер сообщил:

Вдохновение обычно приходит из моей юности: меня часто спрашивают о том, как я могу снимать фильмы о молодых, будучи уже старым, так вот все дело в воспоминаниях. Эпизоды возвращаются ко мне из прошлого. Мне говорили, что в «Жене авиатора» я показал отношения современной пары, однако я написал эту историю в 1945-м, а фильм снял в 1980-м. С другой стороны, актеры (больше актрисы) меня часто вдохновляют.
Эпизоды слежки первоначально предполагалось снимать в Булонском лесу, но, поскольку местность там ровная, как доска, а режиссёру требовался разноуровневый пейзаж, действие было перенесено в парк Бют-Шомон. По мнению исследователя, парк с его озерцом, утками и скалами, частично воспроизводит обстановку из фильма «Колено Клер», снимавшегося в Савойе у озера Аннеси.
Совмещение в кадре переднего и перспективного планов, в сценах в парке и в кафе, создающих двойную глубокую и динамичную композицию, позаимствовано Ромером из эстетики Дюрера, у которого, по словам режиссёра отправная точка находится не в центре полотна, как у итальянцев, а на одном из краев, и на картинах представлены два визуальных плана.

Потому этой игрой отблесков и совпадений по необходимости правит пространственная глубина, где природа, представленная на сцене и ставшая театром, создает «вымысел, облаченный в наряд, не сплетенный с реальностью».— Hertay A. Le recours au théâtre: La Femme de l'aviateur, p. 31
Не получив в результате своих приключений ничего, или почти ничего, главный герой, перед тем как раствориться в безликой толпе у Восточного вокзала («потерянной точкой в безмерной массе», по выражению песни), усваивает урок, ставший затем общим моральным выводом всего цикла «Комедий»: «Говорить о предмете — значит давать ему значимость, которой у него нет» (parler d’une chose, c’est lui donner une importance, qu’elle n’a pas).
Роль юной актрисы Анн-Лор Мёри, ранее снимавшейся в эпизоде в «Персевале Валлийце», была признана весьма удачной и яркой, особенно на фоне главных героев картины — молодых, но усталых и выглядящих замученными жизнью людьми. По мнению Роджера Эберта, концовка фильма, наполненная безнадежной грустью и одиночеством, выглядит особенно печальной, поскольку зритель этой сцены невольно ассоциирует себя с персонажем.
Исполнитель главной роли, 22-летний актёр Филипп Марло, трагически погиб через полгода после премьеры фильма, 18 августа 1981. Поскольку странные совпадения бывают не только в кино, похожий случай произошёл через три года, после премьеры четвёртого фильма серии — «Ночей полнолуния».

## Музыка
Песня Paris m’a séduit, звучащая в последней сцене и финальных титрах, и стилизованная под парижское кабаре 1930-х — 1940-х годов, написана Жаном-Луи Валеро на слова Эрика Ромера. По словам композитора, впервые приглашенного Ромером для этого фильма, режиссёр «сел за пианино и сыграл сам, очень фальшиво, но с большим чувством, вальс, который он хотел услышать, и представил мне набросок партитуры». Песня исполнена Ариэль Домбаль под аккомпанемент Жана-Луи Валеро.

## Комментарии
1. ↑  В беседе с Люси Франсуа сам признает, что его поиски практически бессмысленны, и даже от прояснения «загадки» жены авиатора (если она вообще существует) ему не было бы никакой выгоды